# Kirstin Buchinger

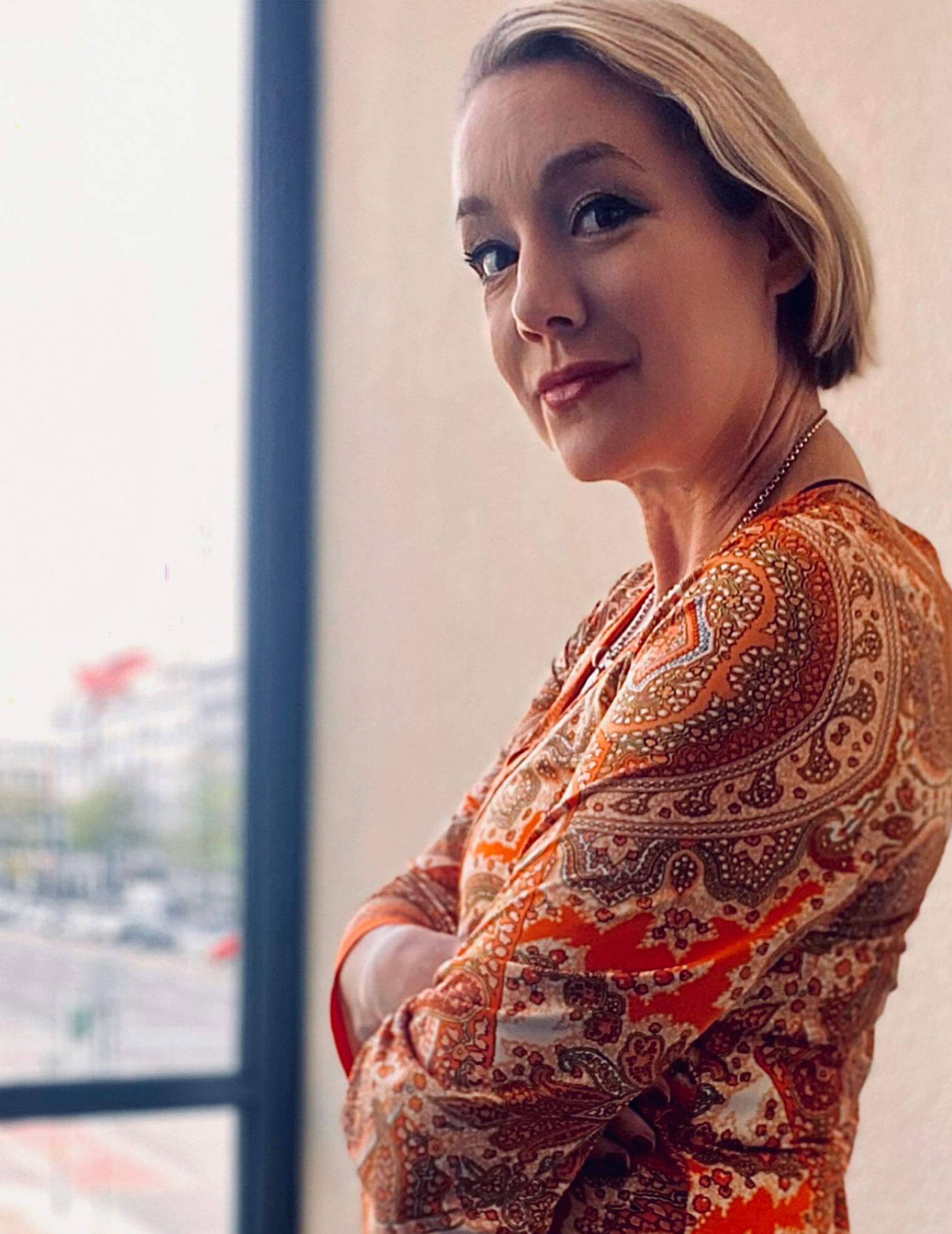
Kirstin Buchinger (2023)

Kirstin Buchinger, vormals Kirstin A. Schäfer (* 1973) ist eine deutsche Historikerin, Kunsthistorikerin und freie Autorin.

## Leben
Buchinger studierte von 1993 bis 1999 Neuere und Neueste Geschichte, Kunstgeschichte und Philosophie an der Freien Universität Berlin. Im Anschluss an eine Beschäftigung als wissenschaftliche Assistentin am Lehrstuhl von Hagen Schulze promovierte sie mit einer Biographie über Werner von Blomberg zum Dr. phil. Anschließend arbeitete sie als Stipendiatin des Deutschen Historischen Institutes in London und als wissenschaftliche Mitarbeiterin am Institut für Europäische Geschichte in Mainz.
Von 2005 bis 2008 war sie wissenschaftliche Mitarbeiterin am Frankreichzentrum der TU / FU Berlin, seitdem ist sie assoziiertes Mitglied an diesem Institut. Ihre Lehr- und Forschungsschwerpunkte sind die europäische Geschichte des 19. und 20. Jahrhunderts (mit den Hauptarbeitsgebieten Politik- und Kulturgeschichte), die deutsch-französischen Beziehungen im europäischen Kontext, Geschichte der Intermedialität und des Kulturtransfers, Geschichte und Gedächtnis sowie historische Bildwissenschaften. Resonanz fanden ihre Buchveröffentlichungen zu Werner von Blomberg, Kriegsminister in der Zeit des Nationalsozialismus, und über das Berliner Café Einstein und die jüdische Geschichte der ehemaligen Eigentümer.
2008 nahm sie den Namen Buchinger an, teilweise sind frühere Arbeiten unter dem Namen Kirstin A. Schäfer erschienen. Kirstin Buchinger war von 2019 bis 2022 Kunstdirektorin der Living Bauhaus Kunststiftung SbR. Seitdem leitet sie das Yva-Archiv Berlin, das sich der Erforschung von Lichtbildkünstlern und Lichtbildkünstlerinnen der 1920er-Jahre widmet. Zudem ist sie als Autorin und Kuratorin für verschiedene Kulturstiftungen tätig. Seit 2023 engagiert sie sich für die gemeinnützige Initiative Denk Mal am Ort.

## Werke (Auswahl)

### Bücher
- Werner von Blomberg. Hitlers erster Feldmarschall. Eine Biographie. Schöningh, Paderborn u. a. 2006, ISBN 3-506-71391-4.
- mit Claire Gantet und Jakob Vogel (Hrsg.): Europäische Erinnerungsräume. Zirkulationen zwischen Frankreich, Deutschland und Europa. Frankfurt am Main 2008, ISBN 978-3-593-38865-6.
- Das Café Einstein Stammhaus. Die Geschichte des Berliner Kaffeehauses. Nicolai, Berlin 2009, ISBN 978-3-89479-510-8.
- Napoléomanie. Goldencalb Verlag, Berlin 2013, ISBN 978-3-944546-00-1.
- mit Walter Feilchenfeldt (Hrsg.): Marianne Breslauer. Reisebilder/Travelpictures. Goldencalb, Berlin 2024, ISBN 978-3-944546-01-8.

### Aufsätze und Beiträge in Sammelbänden
- Chapeau! Napoleons Hut. Ein europäisches imago agens. In: Kirstin Buchinger, Claire Gantet, Jakob Vogel: Europäische Erinnerungsräume. Zirkulationen zwischen Frankreich, Deutschland und Europa. Frankfurt am Main 2008, S. 296–321, ISBN 978-3-593-38865-6.
- Die Völkerschlacht. In: Etienne Francois, Hagen Schulze (Hrsg.): Deutsche Erinnerungsorte, Bd. 2, Beck, München 2001, ISBN 3-406-47225-7. S. 187–201.
- Kriegsgefangene und Gefangenenaustausch als europäisches Transferphänomen (1750-1800). In: Heinz Duchhardt, Martin Peters (Hrsg.): Instrumente des Friedens. Vielfalt und Formen von Friedensverträgen im vormodernen Europa. Mainz 25. Juni 2008 (= Veröffentlichungen des Instituts für Europäische Geschichte Mainz, Beiheft online 3). (S. 94–108 Onlineversion).
- Ist eine europäische Erinnerung vorstellbar?. In: Volker Hassemer u. a. (Hrsg.): Europa eine Seele geben. Städte und Regionen. Ihre kulturelle Mitverantwortung für Europa. 2008.

### Fernsehbeiträge
- Countdown zum Zweiten Weltkrieg (ZDFinfo Doku, Mini-Serie), 3 Teile (2018); Folge 1: Täuschung[5]; Folge 2: Erpressung[6]
- Nachbarschaftsgeschichten Paris Berlin (Dokumentarfilm, Mini-Serie), 1 Staffel[7]